# Resolutie 438 Veiligheidsraad Verenigde Naties
Resolutie 438 van de Veiligheidsraad van de Verenigde Naties werd op 23 oktober 1978 aangenomen met twaalf leden voor, geen tegen en twee onthoudingen van Tsjechoslowakije en de Sovjet-Unie. China nam geen deel aan de stemming. De resolutie verlengde de UNEF II-vredesmacht in de Sinaï een laatste keer, tot 24 juli 1979.

## Achtergrond
Na de Jom Kipoeroorlog twee jaar voor deze resolutie, werd een interventiemacht gestationeerd in de Sinaï, dat tijdens de oorlog door Israël was bezet. De Veiligheidsraad had opgeroepen tot onderhandelingen om een duurzame vrede te bereiken in de regio. In 1979 sloten Israël en Egypte een vredesverdrag en in 1982 trok Israël zich terug uit de Sinaï.

## Inhoud
De Veiligheidsraad:
- Herinnert aan de resoluties 338, 340, 341, 346, 362, 368, 371, 378, 396 en 416.
- Heeft het rapport van secretaris-generaal Kurt Waldheim over de VN-interventiemacht overwogen.
- Herinnert aan diens standpunt dat de situatie in het Midden-Oosten instabiel is en dat zal blijven totdat er een allesomvattend akkoord wordt bereikt.

1. Beslist het mandaat van de VN-interventiemacht met negen maanden te verlengen, tot 24 juli 1979.
2. Vraagt de secretaris-generaal tegen die tijd te rapporteren over de ontwikkelingen en de genomen stappen om resolutie 338 uit te voeren.
3. Vertrouwt erop dat de macht zo efficiënt mogelijk wordt onderhouden.

## Verwante resoluties
- Resolutie 434 Veiligheidsraad Verenigde Naties
- Resolutie 436 Veiligheidsraad Verenigde Naties
- Resolutie 441 Veiligheidsraad Verenigde Naties
- Resolutie 444 Veiligheidsraad Verenigde Naties

Lijst ·  423 ·  424 ·  425 ·  426 ·  427 ·  428 ·  429 ·  430 ·  431 ·  432 ·  433 ·  434 ·  435 ·  436 ·  437 ·  438 ·  439 ·  440 ·  441 ·  442 ·  443